# Isabella, mujer enamorada
Isabella, mujer enamorada es una telenovela peruana producida por José Enrique Crousillat para la productora América Producciones en 1999. Está basada en la telenovela brasileña A Sucessora de Manoel Carlos, que a su vez, se basa en el libro homónimo de Carolina Nabuco. La adaptación, a cargo de Ana Montes, ambienta la historia en el Perú de la década de 1930.
Está protagonizada por Ana Colchero (interpretando doble papel como protagonista y antagonista), junto a Christian Meier y la participación antagónica de Teddy Guzmán.

## Argumento
La historia comienza a principios del siglo XX en una hacienda algodonera del Perú. Leandra (Ana Colchero), una bella campesina, queda embarazada de su patrón, Andrés Linares (Nicolás Rebaza), cuya esposa Rosario (Patricia Romero), no puede tener hijos. Meses después, Leandra da a luz a dos niñas gemelas a las que la madre de Andrés, Doña Gertrudis de Linares (Lucía Irurita), intenta robar. La criada logra huir con una de ellas y encuentra refugio en la casa de la distinguida familia Riveau, la cual adopta a la pequeña llamándola Clara y da empleo a Leandra como ama de llaves. La otra niña es adoptada por Andrés y Rosario y recibe el nombre de Isabella.
Pasan más de veinte años, sin que ninguna de las gemelas conozca la verdadera historia de su familia. Clara Riveau (Ana Colchero), ya es una joven formada en Europa que regresa a casa de París, donde encuentra a su madre muy enferma. Leandra (Teddy Guzmán) decide contarle la verdad a Clara, lo que cambia su vida para siempre. Al morir Madame Riveau (Concha Cuetos), Clara se entera de que está en la ruina y acepta casarse con el millonario Fernando de Alvear (Christian Meier), pese a no quererlo. A partir de ese momento, madre e hija no hacen más que destruir emocionalmente a Fernando, haciéndole creer incluso que no puede engendrar hijos (cuando en realidad, es Clara quien es estéril). 
En un viaje a Europa, Fernando conoce casualmente a Isabella (Ana Colchero), la gemela desconocida de Clara; impresionado por el gran parecido entre su esposa y ella, y sobre todo por su bondad, la convierte en su amante. Mientras, Clara se amarga cada día más, acosada por una enfermedad de la piel que le llena el cuerpo de manchas. 
Al regresar de Europa, un accidente de avioneta aparentemente acaba con la vida de Clara, y deja malherido a Fernando. Tiempo después de recuperarse, Fernando e Isabella se reencuentran y se trasladan, ya convertidos en marido y mujer, a la mansión De Alvear, donde todos aún mantienen muy vivo el recuerdo de Clara a base de continuas comparaciones entre ambas. Lo que nadie se imagina es que en realidad Clara no muere en el accidente, sino que está oculta en la buhardilla de la mansión, vestida totalmente de negro y llevando una máscara del mismo color que cubre la mitad de su rostro desfigurado. Mientras permanece oculta, y comienza a maquinar su venganza.

## Reparto

### Principales
- Ana Colchero como Isabella Linares / Clara «Claire» Riveau De Alvear
- Christian Meier como Fernando De Alvear
- Teddy Guzmán como Leandra
- Nancy González como Victoria De Alvear
- Yajaira Orta como Rosario de Linares
- Javier Echevarría como Gabriel Linares
- Santiago Magill como Augusto Calderón
- Paul Martin como Francisco De la Vega y Parra
- Julián Legaspi como Sebastián
- Reynaldo Arenas como Padre Rubén
- William Bell-Taylor como Daniel Zavala
- Rafael Besaccia como Alejandro Arias
- Élide Brero como Adelaida
- Eleana Carrión como Amelia
- Giovanni Ciccia como José Hernandez
- Mabel Duclós como Madre Superiora
- Antonio "Tony" Dulzaides como Dr. Quesada
- Rossana Fernández-Maldonado como Patricia Armendáriz
- Carlos García Rossel como Pedro Vega
- Gladys Hermoza como Lucía
- Jimena Lindo como Alejandra Marina
- Maryloly López como Olga
- Carlos Mesta como Víctor
- Ana Cecilia Natteri como Jacinta
- Fernando Pasco como Zacarías (a partir del episodio 117)
- Cecilia Rechkemmer como Delmira
- Vanessa Robbiano como Valeria Millet
- José Luis Ruiz como Gregorio
- Zonaly Ruiz como Felícita
- Kareen Spano como Adriana
- María Pía Ureta como Mariana Linares
- Bianca Vernaza como Claudia
- Regina Alcóver como Carmela
- Orlando Sacha como Dr. Duchamps
- Ricardo "Ricky" Tosso como Zacarías
- Ricardo Fernández como Rafael
- Hernán Romero como Capitán de «El Virgilio»
- Lili Urbina como Toña
- Jesús Delaveaux como Dr. Dávila
- Javier Valdés como Andrés Linares
- Isabel Duval como Mrs. Simpson
- Carlos Tuccio como Dr. Blesvais
- Gabriela Billotti como Sofia
- Fabrizio Aguilar como Alexander Zuchov
- Lucía Irurita como Doña Gertrudis de Linares
- Concha Cuetos como Madame Riveau

### Recurrentes e invitados especiales
- Carlos Victoria como Juan Zavala
- Lola Vilar como Doña Beatriz
- Esther Chávez como Doña Inés
- Nicolás Rebaza como Andrés Linares (Joven)
- Patricia Romero como Rosario de Linares (Joven)
- Alejandro Anderson como Señor Linares
- Rafael Santa Cruz como Matías
- Jhony Mendoza como Chamán
- María Carbajal como Partera
- Enrique Avilés como Maximiliano
- Marcelo Oxenford como Padre de Sebastián
- David Almandoz como Hernán
- Marco Zunino
- Baldomero Cáceres
- Gianfranco Brero como Almirante
- Jorge Sarmiento como Don Vicente (Padre de Adriana)
- Jacqueline "Jackie" Vázquez como Agustina
- Pilar Brescia como Sra. Armendariz
- Enrique Urrutia como Sr. Armendariz
- Roberto Bedoya como Bancario
- Rubén Martorell
- Edward Serrano
- Sofía Rocha
- Gerardo Zamora
- Mónica Rossi

## Lanzamiento internacional
- Filipinas: ABS-CBN (titulado como Isabella en el año 2004 y apodado en Tagalo, emitiéndose de lunes a viernes por la tarde). Es la primera telenovela peruana al igual que Lucia, en ser transmitida en ese país en 2002.

## Versiones
Isabella, mujer enamorada está basada en el libro A Sucessora, escrito por la autora brasileña Carolina Nabuco en 1934. De esta historia se hicieron las siguientes adaptaciones:
- La primera versión fue la telenovela brasileña A Sucessora, producida por Rede Globo en 1978. Adaptada por Manoel Carlos, dirigida por Herval Rossano, Gracindo Junior y Sergio Mattar, y protagonizada por Suzana Vieira y Rubens de Falco. La telenovela está ambientada en la década de 1920.
- En 1988, las cadenas colombianas RTI Televisión y Cadena Uno, realizaron una versión libre titulada La sombra de otra. Adaptada también por Manoel Carlos, dirigida por Alí Humar, y protagonizada por Celmira Luzardo y Diego Álvarez. La telenovela está ambientada en la época actual de ese entonces. A partir de esta versión, es añadida como primera parte la trama de las dos hermanas idénticas (la protagonista y la primera esposa fallecida).
- La productora argentina Crustel S. A. realizó en 1991 para Canal 13, una versión titulada Manuela. Adaptada por Elena Antonietto, Jorge Hayes y Norberto Vieyra, producida por Marisol Crousillat, y protagonizada por Grecia Colmenares y Jorge Martínez. La telenovela está ambientada en la época actual de ese entonces.